# System zarządzania tożsamością
System zarządzania tożsamością – system teleinformatyczny przetwarzający informacje o tożsamości użytkowników i wykorzystywany do identyfikacji użytkowników.
System zarządzania tożsamością posiada następujące właściwości:
- rejestruje użytkowników;
- potwierdza tożsamość użytkowników;
- przechowuje i udostępnia dane identyfikacyjne użytkowników systemom autoryzującym uprawnionym do ich otrzymania;
- umożliwia zablokowanie konta użytkownika na jego żądanie;
- zapewnia rozliczalność;
- zapewnia integralność, autentyczność i poufność danych identyfikacyjnych i uwierzytelniających użytkownika;
- zapewnia synchronizację czasu systemowego z czasem UTC